# Melut
Melut är ett län (county) i Sydsudan. Det ligger i delstaten Övre Nilen, i den nordöstra delen av landet, 700 kilometer norr om huvudstaden Juba.